# 1901 v letectví

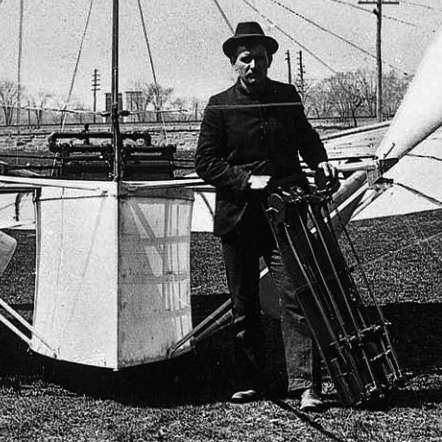
Gustave Whitehead a jeho monoplán

Tento článek obsahuje seznam událostí souvisejících s letectvím, které proběhly roku 1901.

## Události

### Červenec
- 31. července – Němečtí meteorologové Berson a Süring vystoupali ve volně letícím balóně do výšky 10 800 m.

### Říjen
- 19. října – Brazilec Alberto Santos-Dumont oblétá ve své vzducholodi číslo 6 Eiffelovu věž a vyhrává tak cenu 100 000 franků.
- 29. října – je založen britský Royal Aero Club